# Lázaro Barbosa
Lázaro Ferreira Barbosa (Orizona, 10 de agosto de 1938 - Goiânia, 14 de março de 2019) foi um advogado e político brasileiro que representou Goiás no Congresso Nacional.

## Dados biográficos
Filho de Sebastião Ferreira Barbosa e Diolina Ferreira de Jesus. Advogado formado em 1974 na Pontifícia Universidade Católica de Goiás. Findo o ensino secundário fez o curso de técnico em Administração e os dezenove anos foi nomeado secretário-geral na prefeitura de Petrolina de Goiás e em 1965 tornou-se diretor do Departamento de Indústria e Comércio de Goiás por indicação do PSD.
Devido à imposição do bipartidarismo pela ditadura militar brasileira, ingressou no MDB e experimentou reveses antes de se eleger senador em 1974. Com a reforma partidária havida no governo João Figueiredo, tomou assento no PMDB e foi candidato a reeleição numa sublegenda em 1982, mas foi derrotado por Mauro Borges, seu companheiro de partido. Graças aos meandros da legislação vigente, contudo, foi proclamado primeiro suplente do vencedor.
Nomeado secretário de Minas e Energia pelo governador Iris Rezende em 1983, integrou o conselho de administração tanto das Centrais Elétricas de Goiás quanto da empresa Metais de Goiás. Quando Iris Rezende foi nomeado ministro da Agricultura pelo presidente José Sarney em 1986, Lázaro Barbosa foi, durante três anos, secretário-geral da pasta e em 1989 apoiou Fernando Collor à presidência da República, o que não o impediu de continuar no PMDB e se eleger deputado federal em 1990 e dois anos mais tarde votar a favor do impeachment presidencial. Com a renúncia de Collor em 1992, Itamar Franco assume a presidência e, por indicação de Iris Rezende, empossa Lazaro como ministro da Agricultura de seu governo até 1993.
Após o fim do mandato concentrou-se na atividade advocatícia. Morreu em 14 de março de 2019, aos 80 anos.